# Реализм (живопись)

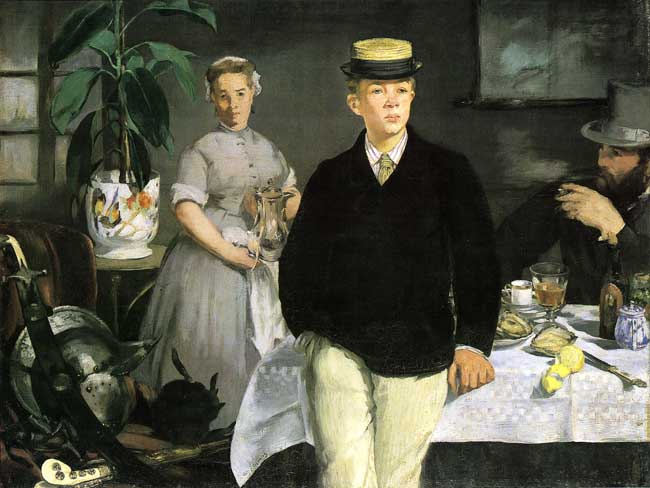
Эдуар Мане. «Завтрак в мастерской» (1868)

Реали́зм — эстетическая и художественная позиция, согласно которой задача искусства состоит в том, чтобы как можно точнее и объективнее изображать действительность. При этом необходимо различать философские понятия реальности и действительности (как частично осуществлённой реальности) и, соответственно, понятия реализма и натурализма в искусстве. В истории искусства, главным образом в живописи, реализм как творческий метод и направление противостоял романтизму и академизму. Господство реализма следовало за эпохой Романтизма и предшествовало Символизму. Подобные утверждения, канонизированные в отечественном искусствоведении середины XX века, позднее были отвергнуты. Так философ В. П. Руднев выделил три основных значения термина «реализм»: историко-философское (противостоявшее средневековому номинализму), психологическое (как установку сознания, принимающего первичную реальность и считающую сознание вторичным) и историко-культурное (как направление в искусстве). В качестве примера Руднев упоминает творчество Ф. М. Достоевского, по отношению к которому термин «реализм» следует употреблять во втором значении, то есть в психологическом, но не в художественном. Причём, если в качестве основных историко-художественных направлений принимаются классицизм и романтизм, то реализм или символизм, согласно иерархии понятий, под такое определение не подходят.
Ещё одно затруднение заключается в субъективно-множественном толковании различий натурализма и реализма. «Как можно утверждать, писал далее Руднев, — что какое-то художественное направление более близко, чем другие, отображает реальность, если мы, по сути, не знаем, что такое реальность?» «Я так вижу, — говорит художник-абстракционист, и возразить ему нечего…».
Различные стороны реалистичности и реалистичного подхода к живописи постоянно проявлялись в истории искусства. Это барочный иллюзионизм Караваджо и караваджистов, световые эффекты в картинах Вермера Делфтского, материальность живописи Диего Веласкеса, импрессионизм, а по сути реализм в передаче света и воздуха, Мане и Сислея, душевная искренность Ван Гога, прецизионизм Эдварда Хоппера.

## Направление в живописи XIX—XX веков
Под реализмом в узком смысле слова понимают позитивизм как идейное направление в изобразительном искусстве второй половины XIX века, объединяющее художников различных творческих методов, стилей и школ. Термин «реализм» впервые употребил французский литературный критик Ж. Шанфлёри в 1850-х годах для обозначения искусства, противостоящего романтизму и академизму.
Рождение реализма в живописи чаще всего связывают с творчеством французского художника Гюстава Курбе (1819—1877), опубликовавшего в 1855 году в Париже «Манифест реализма», а на Всемирной выставке в Париже в том же году из-за противодействия жюри устроил в специально построенном здании собственную выставку под названием «Павильон реализма». Курбе не случайно выбрал слово реализм, брошенное ему критиками в качестве насмешки, и сам провозгласил себя реалистом. Однако ещё до этого события в реалистической манере работали художники барбизонской школы (Теодор Руссо, Жан-Франсуа Милле, Жюль Бретон). В 1870-е годы движение за реализм в искусстве разделилось, по мнению критиков, на два основных направления — натурализм и импрессионизм. На самом деле возникла лишь аберрация близости: натурализм, безусловно, реализмом не является. Импрессионисты сами именовали себя натуралистами, но их натурализм коренным образом отличается от натурализма академического и салонного искусства.
Реалистическая живопись получила большое распространение и за пределами Франции. В разных странах она была известна под разными названиями:
- в России — передвижничество,
- в Италии — веризм маккьяйоли,
- в Австралии — Гейдельбергская школа (Т. Робертс, Ф. Маккаббин),
- в США — Школа мусорного ведра (Э. Хоппер).

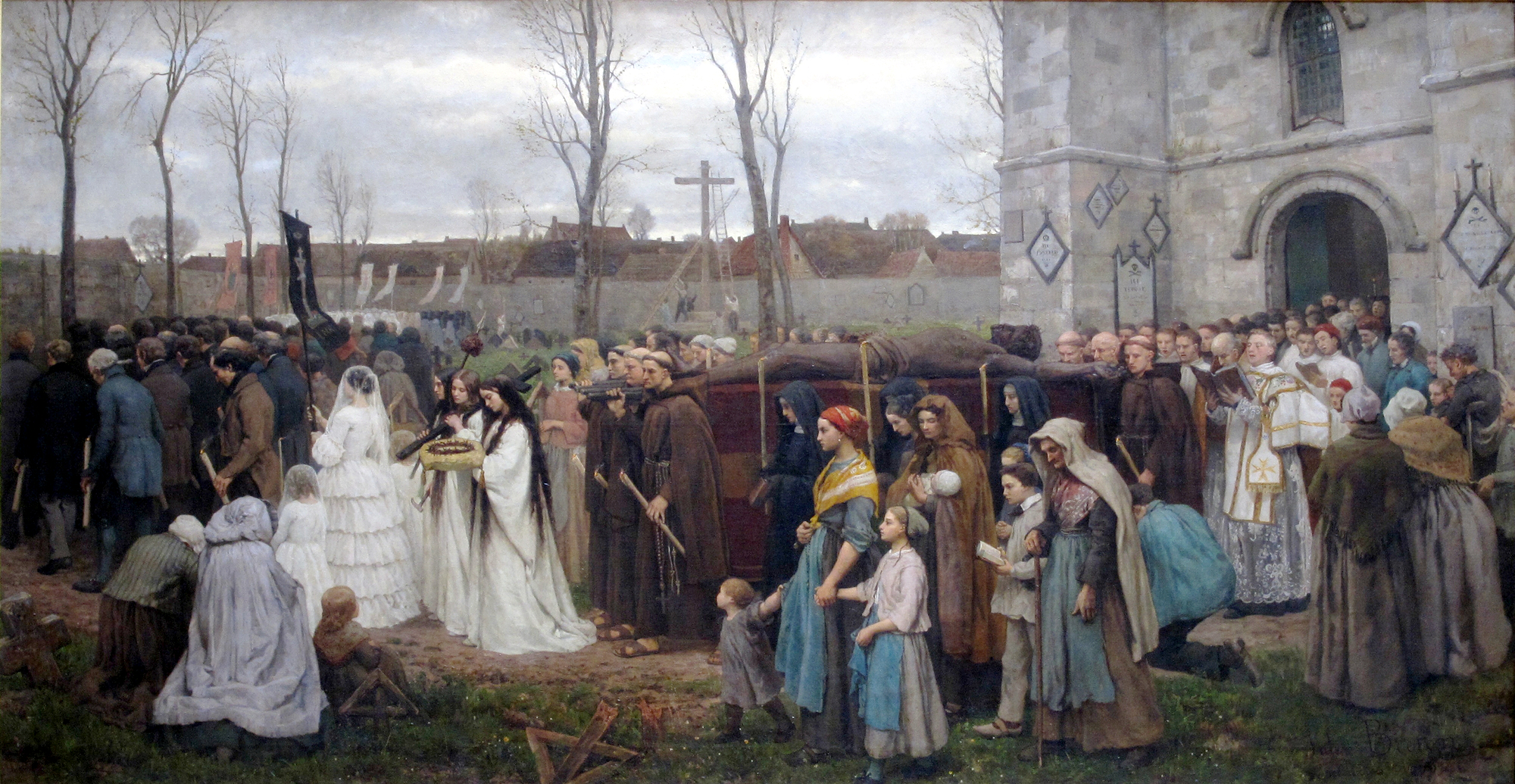
Жюль Бретон. «Религиозная церемония» (1858)
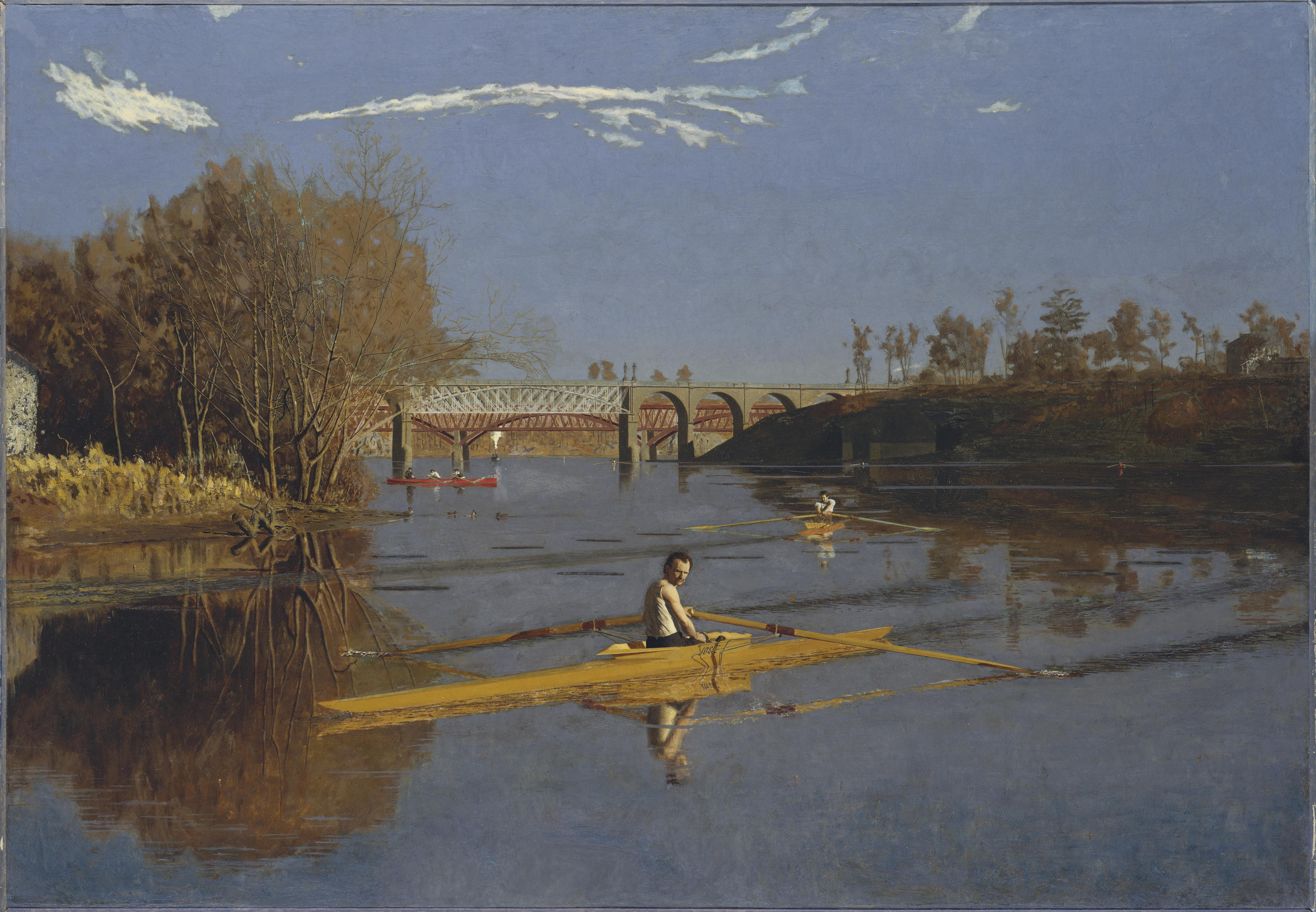
Томас Икинс. «Макс Шмитт в лодке» (1871)
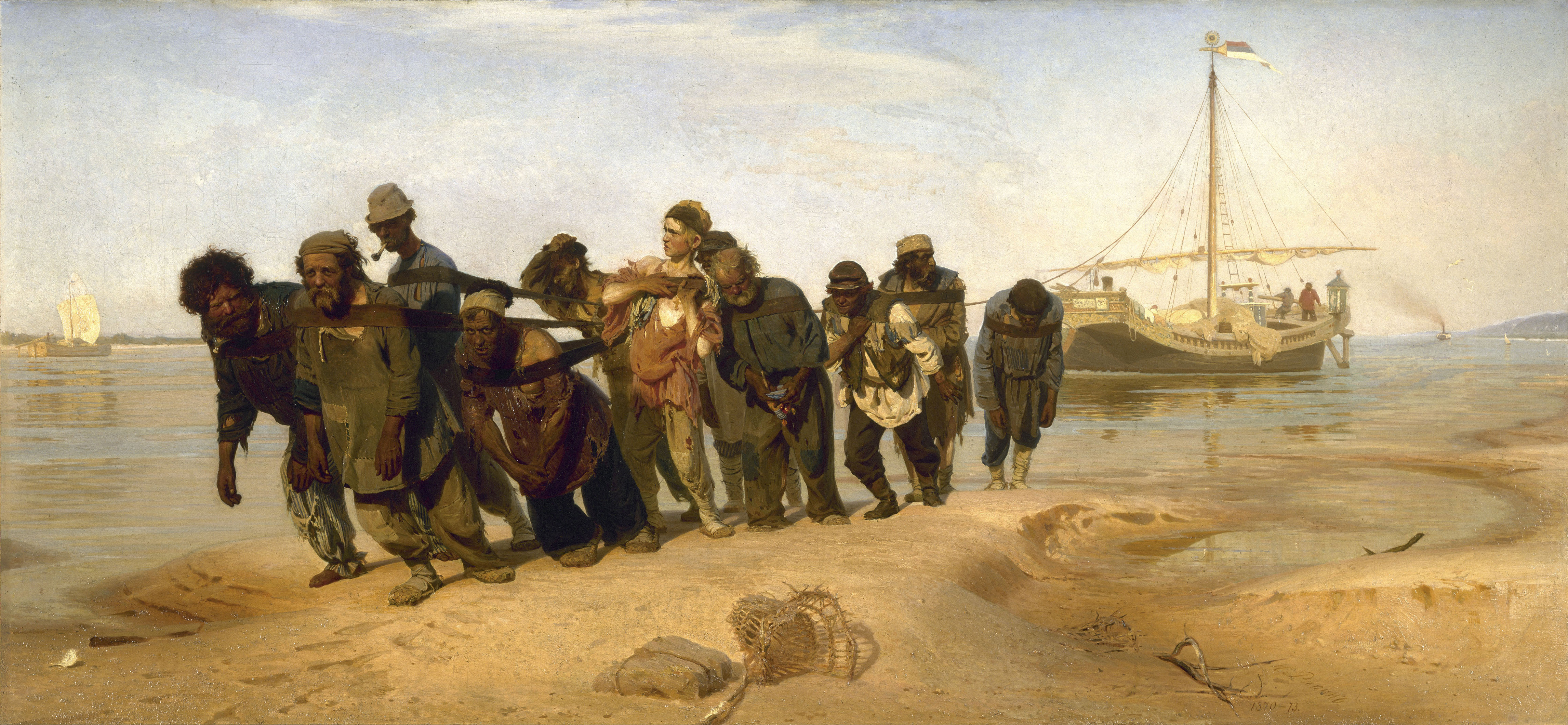
И. Е. Репин. «Бурлаки на Волге» (1873)
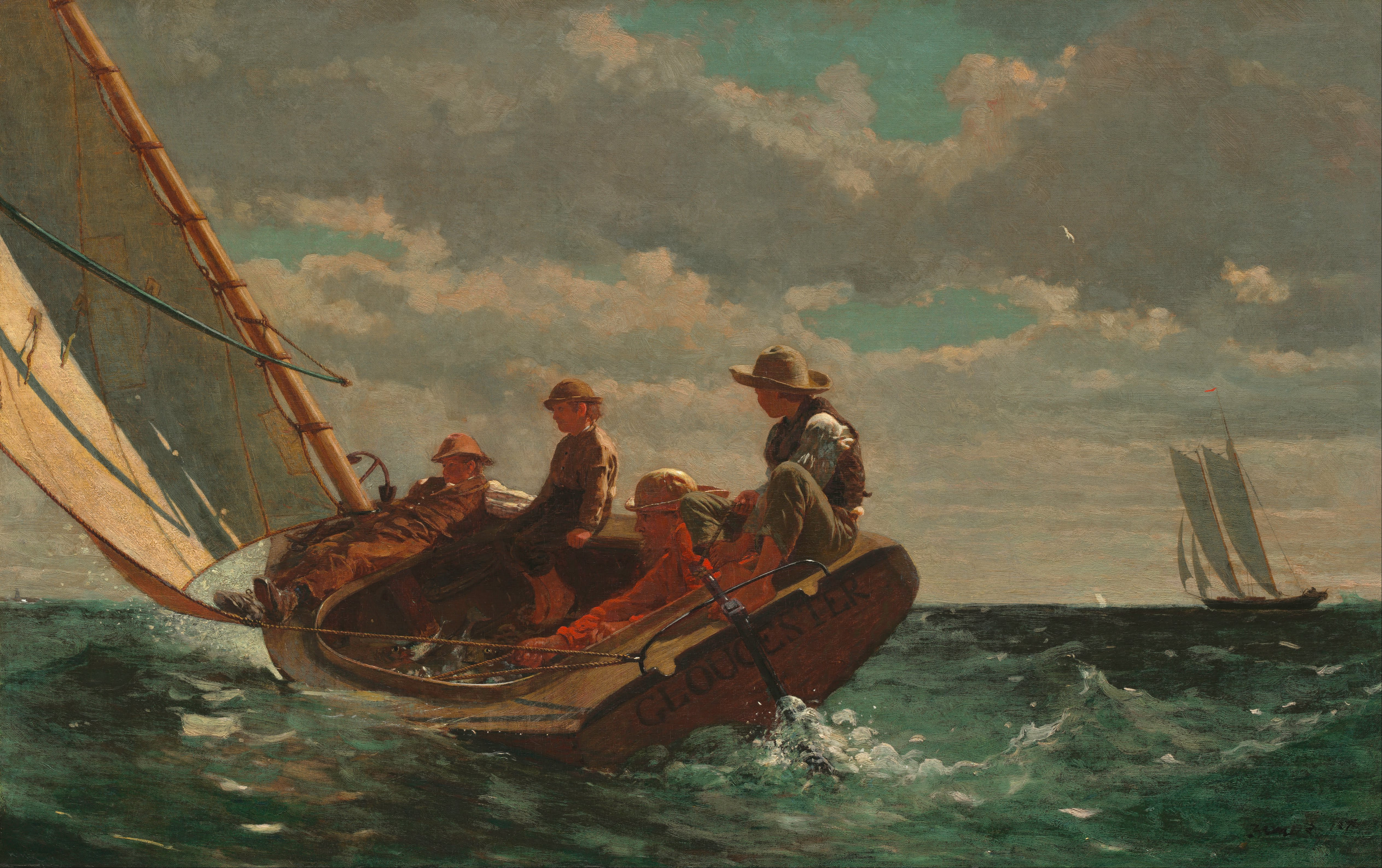
Уинслоу Хомер. «Попутный ветер» (1876)
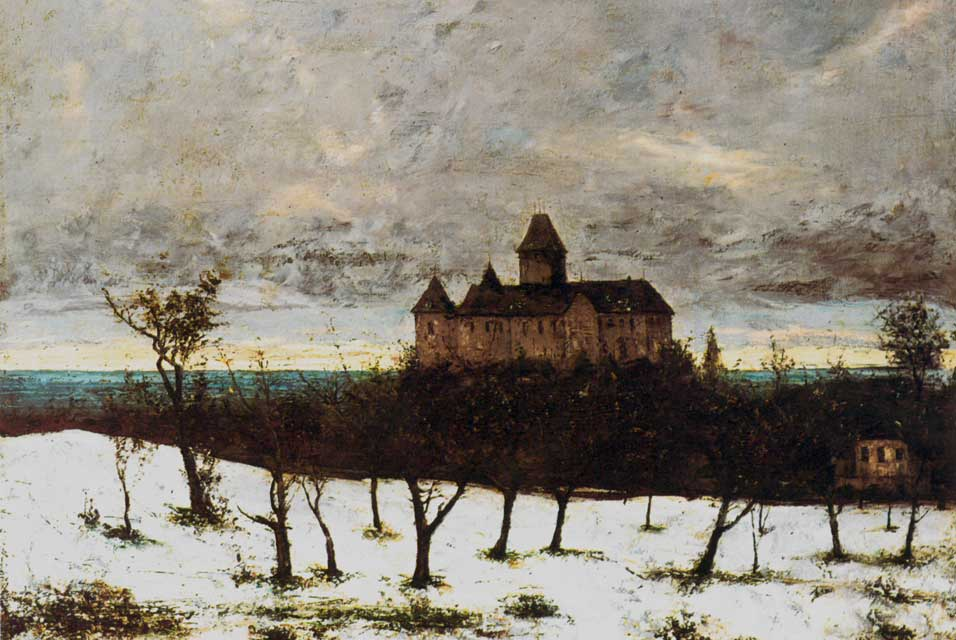
Г. Курбе. «Замок  в Блоне» (1875)
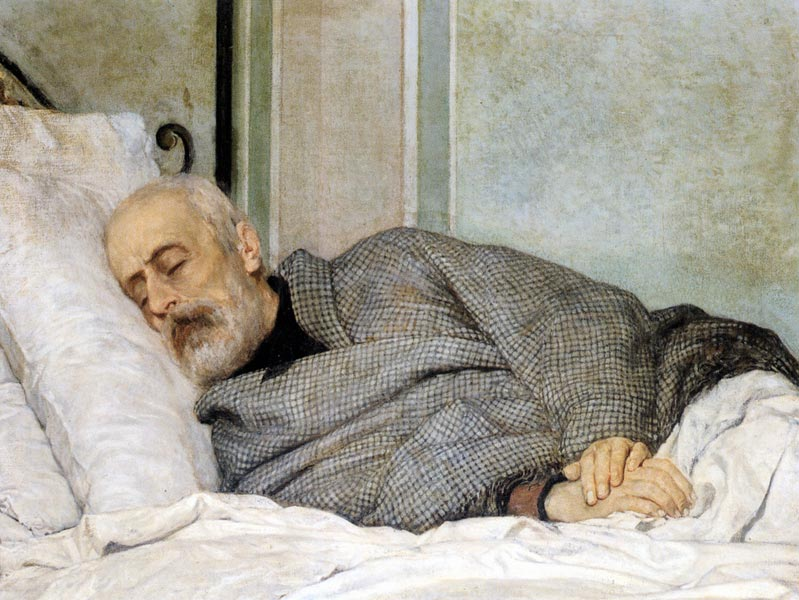
С. Лега. «Смерть Мадзини» (1873)
Иван Шишкин. «Рожь» (1878)
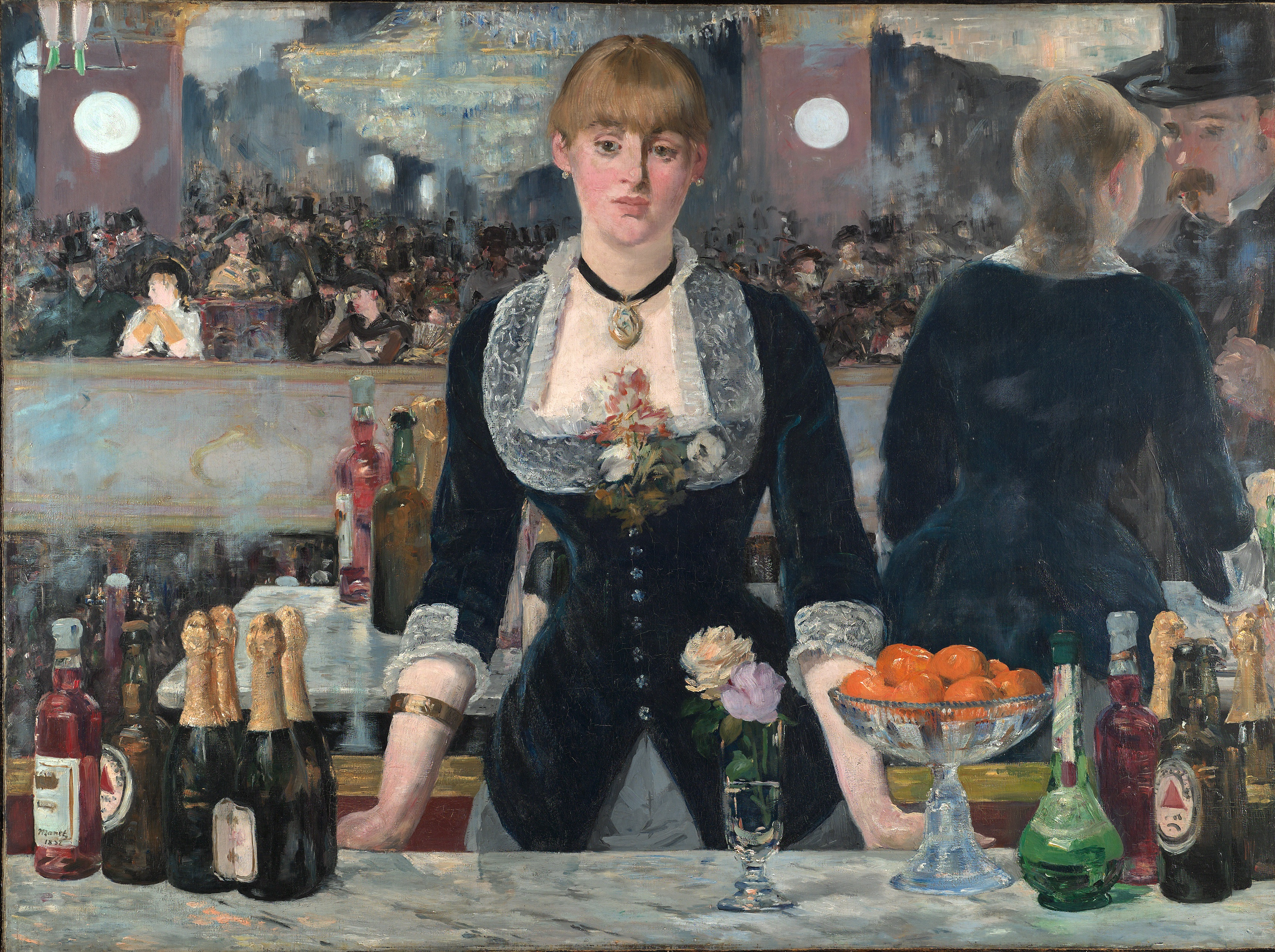
Э. Мане. «Бар в «Фоли-Бержер»» (1885)